# Can Torrents (Sant Quirze Safaja)
Mas Torrents o els Torrents és una masia del terme municipal de Sant Quirze Safaja, al Moianès. Ja està esmentat el 1370.
La casa és orientada de cara a llevant, construïda en planta baixa, pis i golfa, obertures d'arc pla, de pedra, a la porta d'entrada i les finestres centrals. En la documentació antiga també es troba en singular: el Torrent o el mas Torrent. El propietari es diu avui (2009) de cognom Ferrer, però és net d'una dona que encara va portar el cognom Torrents.
Està situada en el sector central del terme, al costat de llevant del poble i al peu de la carretera BV-1341, a 700 metres de Sant Quirze Safaja. És a prop i al nord-oest del Cerdà.